# Schattengott
Schattengott ist der erste Roman des deutschen Autors Uli Paulus. Er erschien im Mai 2012 als Schweizer Regionalkrimi im Emons Verlag.

## Inhalt

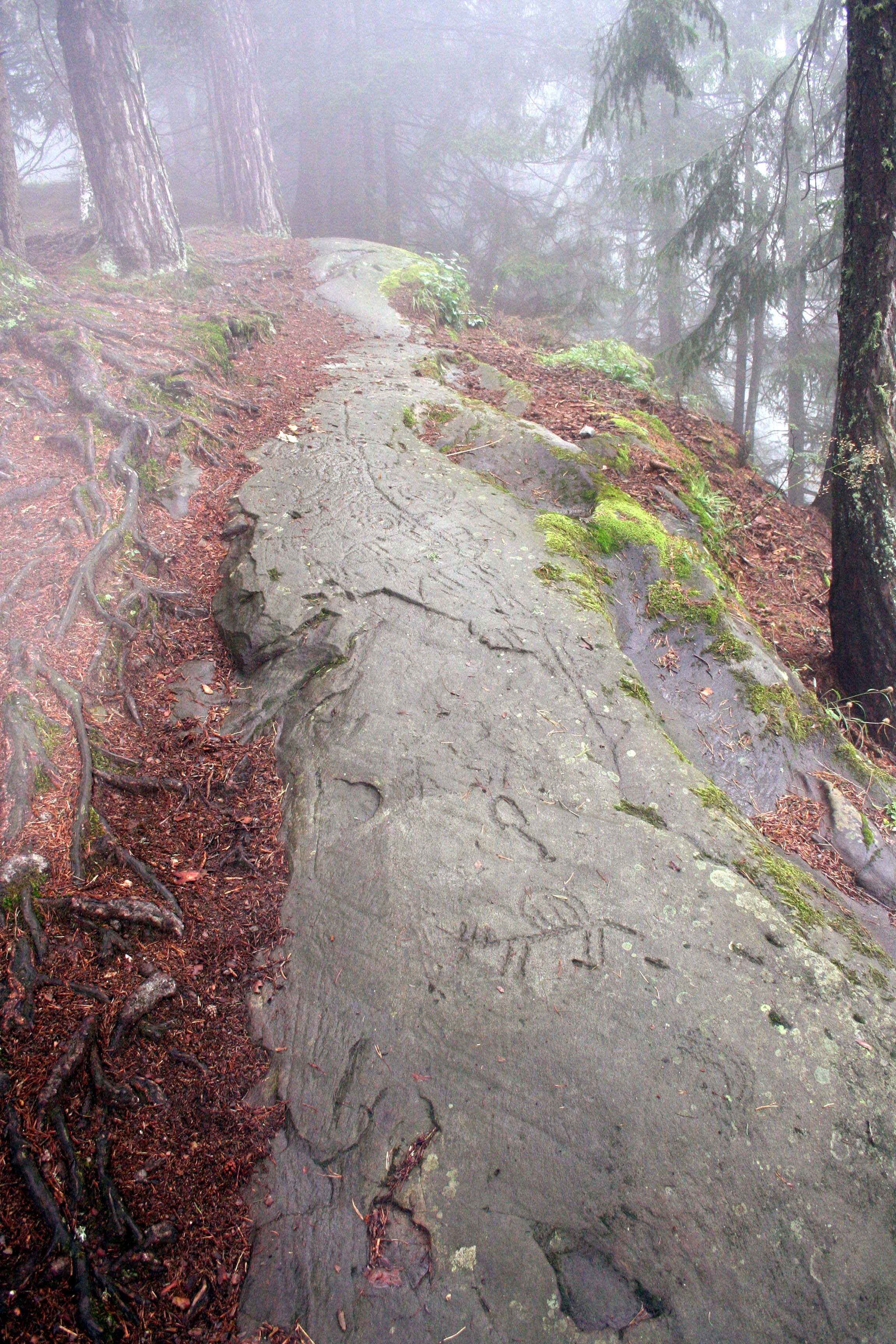
Der Felsen von Carschenna

Sabina Lindemann ist seit ein paar Monaten bei der Kantonspolizei Graubünden. Ihr Vorgesetzter ist Claudio Malfazi, ihre Mitarbeiter sind Thomas Heini und Urs Freisler. Da verschwinden an verschiedenen Orten des Kantons drei junge Frauen. Alle sind im Sternzeichen des Stiers geboren, wurden vom gleichen Pfarrer konfirmiert und sind gläubige Christinnen. Am Ort des Verschwindens werden je sieben eingeritzte Wörter gefunden; allen gemeinsam sind die Wörter Stier und Blut. Ergebnislos versuchen die Ermittler, aus den Buchstaben einen Hinweis auf die Täterschaft zu finden. Auch die Besuche bei Verwandten und Bekannten der Vermissten ergeben keine verwertbaren Hinweise.
Am Tag von Christi Himmelfahrt werden die Leichen der drei Frauen gefunden. Sie liegen, zu einem Halbkreis angeordnet, nackt auf dem Felsen von Carschenna oberhalb von Thusis. Es stellt sich heraus, dass sie zuerst betäubt und anschliessend ausgeblutet worden waren. Als Sabine Lindemann sieben der aufgefundenen Wörter in einer Suchmaschine eingibt, stellt sie fest, dass sämtliche angezeigten Links etwas mit dem antiken Gott Mithras zu tun haben und die sieben Wörter den sieben Weihegraden dieser Mysterienreligion entsprechen.
Die Ermittlungen führen Lindemann auch zum «Schloss Mondfels» am Fuss des Heinzenbergs. Es gehört Alfred Rosenacker, der darin eine wechselnde Schar von internationalen Gästen beherbergt, die umsonst dort leben und ihrer Kunst nachgehen können. Der Schlossherr zeigt sich kooperativ, aber es ergeben sich auch hier Verdachtsmomente.

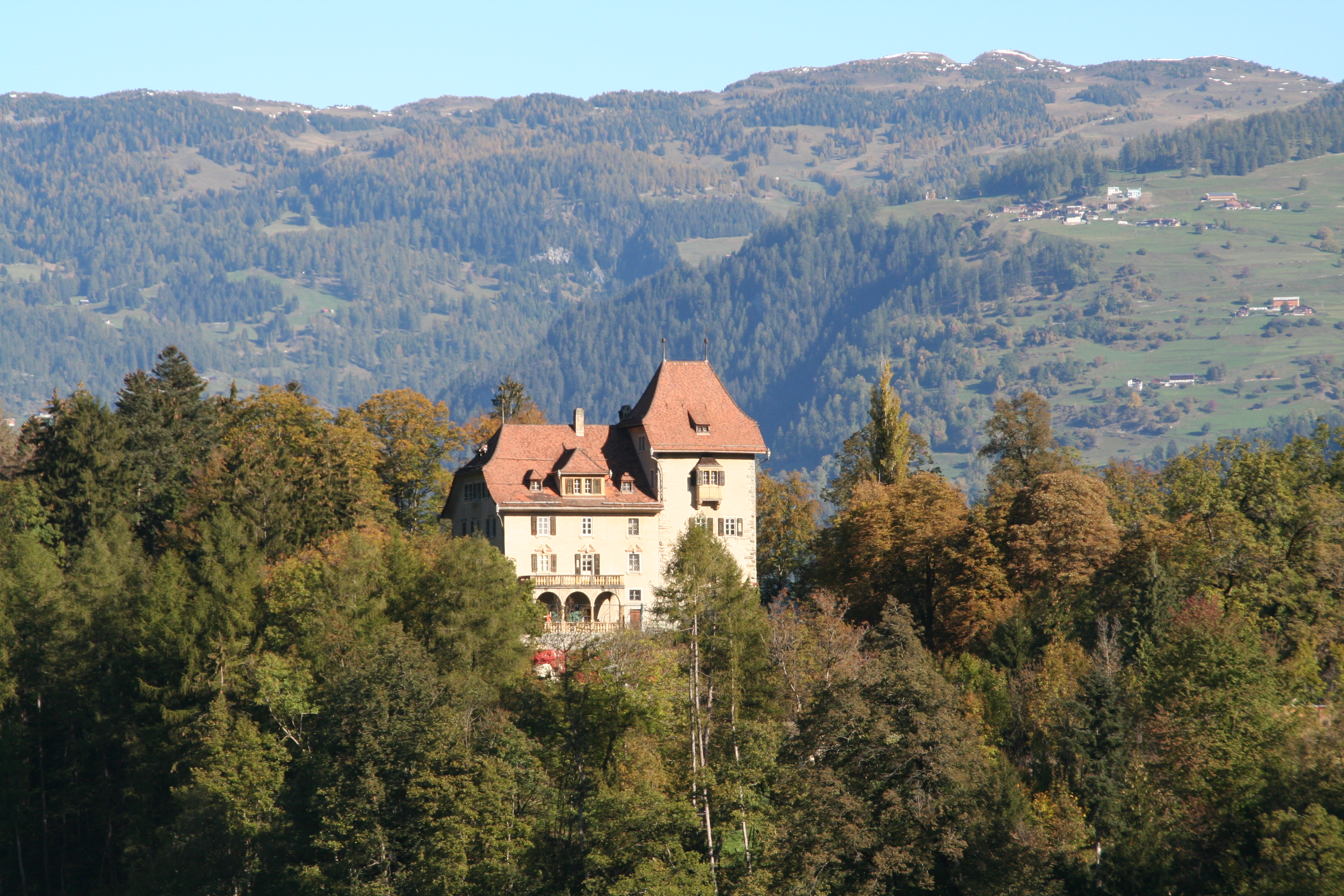
Schloss Untertagstein,
im Buch «Schloss Mondstein»

## Kritiken
„Im Debütroman des Deutschen Uli Paulus ist alles drin, was einen ordentlichen Krimi so ausmacht – dazu eine kräftige Prise Bündner Lokalkolorit.“

## Buchausgabe
- Emons-Verlag, (broschiert); Köln, 240 Seiten, ISBN 978-3897059702